# アイルランド英語
アイルランド英語（アイルランドえいご、英語：Hiberno-English, Anglo-Irish, Irish English）は、アイルランド島（アイルランド共和国および北アイルランド）において話される英語の方言。現在のアイルランド人のほとんどはこの言語を母語としている。

## 歴史
元来アイルランド人はアイルランド語（ゲール語）を母語としてきた。しかし16世紀から始まるイングランド（イギリス）の植民地支配により、アイルランド語は野蛮人の土語として蔑まれ、学校などでは使用が完全に禁止された。替わって英語が支配者の言語として押し付けられ、アイルランド語は次第に衰退していった。都市部では18世紀までには英語の優位が確立し、農村部でも遅くとも19世紀後半までには英語の使用が一般的となっていった。
独立後、植民地支配の残滓である英語はいずれ消滅させなければならないとされ、アイルランド語復活政策が推進されたが、英語の支配権を覆すことは現在も出来ていない。

## 特徴
基層言語であるアイルランド語の影響が音韻、語彙などに見られる。
発音はイギリス英語に近く、少しこもっているような発音が特徴である。「i」を/aɪ̯/ではなく、/ɔɪ̯/と発音し、「u」は/ɯ/と発音する。
イギリス英語やアメリカ英語では、「I am not」という表現は「I’m not」に省略されるが、アイルランド英語では、「I amn’t」に省略される。
アイルランド語では「yes」と「no」に相当する単語がないため、アイルランド英語でも「yes」か「no」の代わりに質問の動詞を繰り返す傾向にある。
例文1
- Do you like beer?
- I do.

例文2
- Can you play tennis?
- I can't.